# Activiteitendiagram

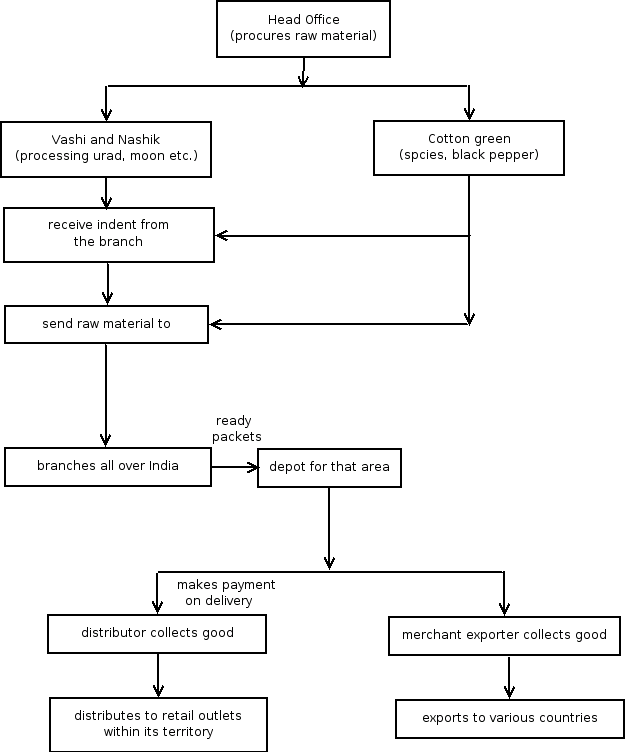
Een uitgewerkt activiteitendiagram.

Een activiteitendiagram (Engels: activity diagram) of activiteitenschema is een diagram dat het verband weergeeft tussen verschillende activiteiten of bewerkingen meestal van een proces binnen een bedrijf.
Dit is meestal het primaire proces, maar het kan ook een ondersteunend proces zijn. Het activiteitendiagram is ook de benaming van een van de standaardmodellen van de Unified Modeling Language.

## Algemeen
Een activiteitendiagram is een van de methoden en technieken in de informatica om stapsgewijze bedrijfsprocessen in een diagram weer te geven, als onderdeel van een systeemanalyse. In het algemeen kunnen de activiteiten van een proces worden opgedeeld in:
- Producten: de goederen en diensten van een bedrijf
- Bewerkingen: activiteiten verricht aan de goederen en diensten
- Beslissingen: beoordelingen over het verdere verloop van de activiteiten

In een activiteitendiagram worden de activiteiten van het bedrijfsproces of de werkstroom zelf weergegeven, met de gebeurtenissen waardoor een object in een bepaalde toestand geraakt. Oorzaak en gevolg zijn in het activiteitendiagram niet altijd te scheiden. Wel is weer te geven dat activiteiten parallel of naast elkaar en serieel of achter elkaar verlopen. Zo'n activiteitenschema wordt gebruikt om het productieproces in kaart te brengen en om te analyseren of de processen eenvoudiger georganiseerd kunnen worden.

Een stroomdiagram.

Naast dit activiteitendiagram onderscheidt men het stroomdiagram, beide van een gelijksoortige vorm. Het stroomdiagram is meer een schematische voorstelling van een proces, waarbij naast de bewerkingen ook de beslissingen worden weergegeven. Ze worden over het algemeen gebruikt voor de visualisatie van de logica van een bedrijfsproces of de operationele werkstroom en de gebeurtenissen, die door beslissen en verdere actie worden bepaald. In een stroomdiagram leidt elke actie tot een nieuwe actie. Het onderscheid tussen activiteitendiagram en stroomdiagram is overigens niet altijd eenduidig.
Het activiteitendiagram is rond 1960 ontwikkeld. Sinds ongeveer 1990 is dit diagram in de Unified Modeling Language gestandaardiseerd en geworden tot een van de UML-standaardmodellen. Deze modellen zijn ingedeeld in statische en dynamische diagrammen, en het activiteitendiagram diagram behoort tot de dynamische diagrammen.

## UML-activiteitendiagram

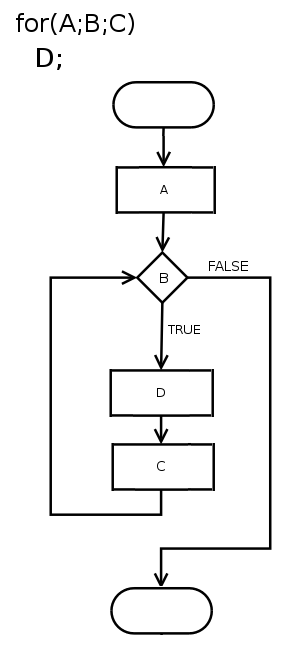
UML activiteitendiagram met voorwaartskoppeling.

In UML kan men met een activiteitendiagram (activity diagram) het gedrag van een systeem definiëren in termen van opeenvolgende acties. Een activiteitendiagram is eenvoudig te maken en te begrijpen. Het is in ieder geval opgebouwd uit een beginpunt, een zogenaamde initial node, weergegeven met een zwarte ronde stip, en met een eindpunt, een zogenaamde activity final node, een zwarte stip met een cirkel eromheen. Hiertussen plaatst men acties in afgeronde rechthoeken en de overgangen, zogenaamde flows, met pijlen Een diagram is zo opgebouwd uit:
- Start- en eindpunten
- Acties
- Flows

En verder kunnen worden toegevoegd:
- Zwembaan of swimlane: de baan waarvoor een bepaalde actor verantwoordelijk is
- Keuzeknoop of decision node en een samenkomstknoop of merge node
- Vork of fork en een samenkomst of join voor de parallelle verwerking

Een activiteitendiagram kan met de volgende stappen worden opgebouwd:
1. Bepaal welke activiteit of usecase je wilt uitwerken
2. Teken de actoren en het systeem van de usecase bovenaan en teken verticale lijnen tussen deze (zwembanen)
3. Teken alle acties in de zwembaan van degene die de actie uitvoert
4. Plaats keuzeknopen, fork en joins
5. Teken de pijlen tussen alle elementen (flows)

## Beginselen

Een graaf.

Een activiteitendiagram is in de basis een graaf, waarbij de knopen activiteiten voorstellen en de verbindingen de volgorde van de activiteiten. Zulke diagrammen hebben verschillende toepassingen::
- Opstellen van een bewerkingsvolgorde van een onderdeel
- Opstellen van de montagevolgorde van een product
- Onderscheid maken in parallel en serieel verloop[4]